# Gare de Sidcup
La gare de Sidcup (en anglais : Sidcup railway station), est une gare ferroviaire de la Dartford Loop Line (en), en zone 5 Travelcard. Elle  est située sur la Station Road à Sidcup, dans le borough londonien de Bexley, sur le territoire du Grand Londres.
C'est une gare Network Rail desservie par des trains Southeastern.

## Situation ferroviaire
Établie à 37 mètres d'altitude, La gare de Sidcup est située sur la Dartford Loop Line (en), entre les gares de New Eltham, en direction du terminus Hither Green, et d'Albany Park, en direction du terminus gare de Dartford (en). Elle dispose de deux voies encadrées par deux quais latéraux.

Plans : de la ligne et du réseau des transports à Londres
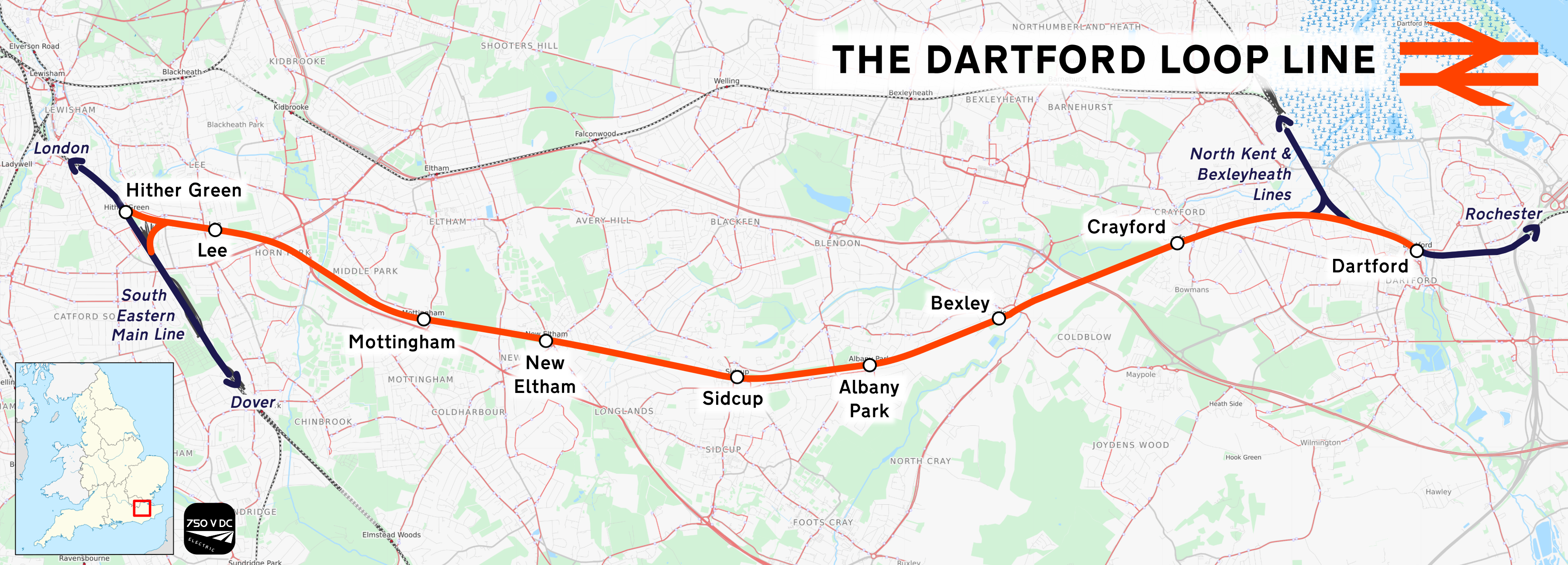
Dartford Loop Line.
Réseaux de Londres.

## Histoire
La gare de Sidcup est mise en service en octobre 1866, environ un an après l'ouverture de la ligne.

## Service des voyageurs

### Accueil
La gare dispose d'une entrée principale sur la Station Road à Sidcup.

### Desserte
La gare de Sidcup est desservie par : des trains Southeastern en provenance ou à destination des gares de : Cannon Street, Charing Cross, Gravesend et Woolwich Arsenal.

Installations
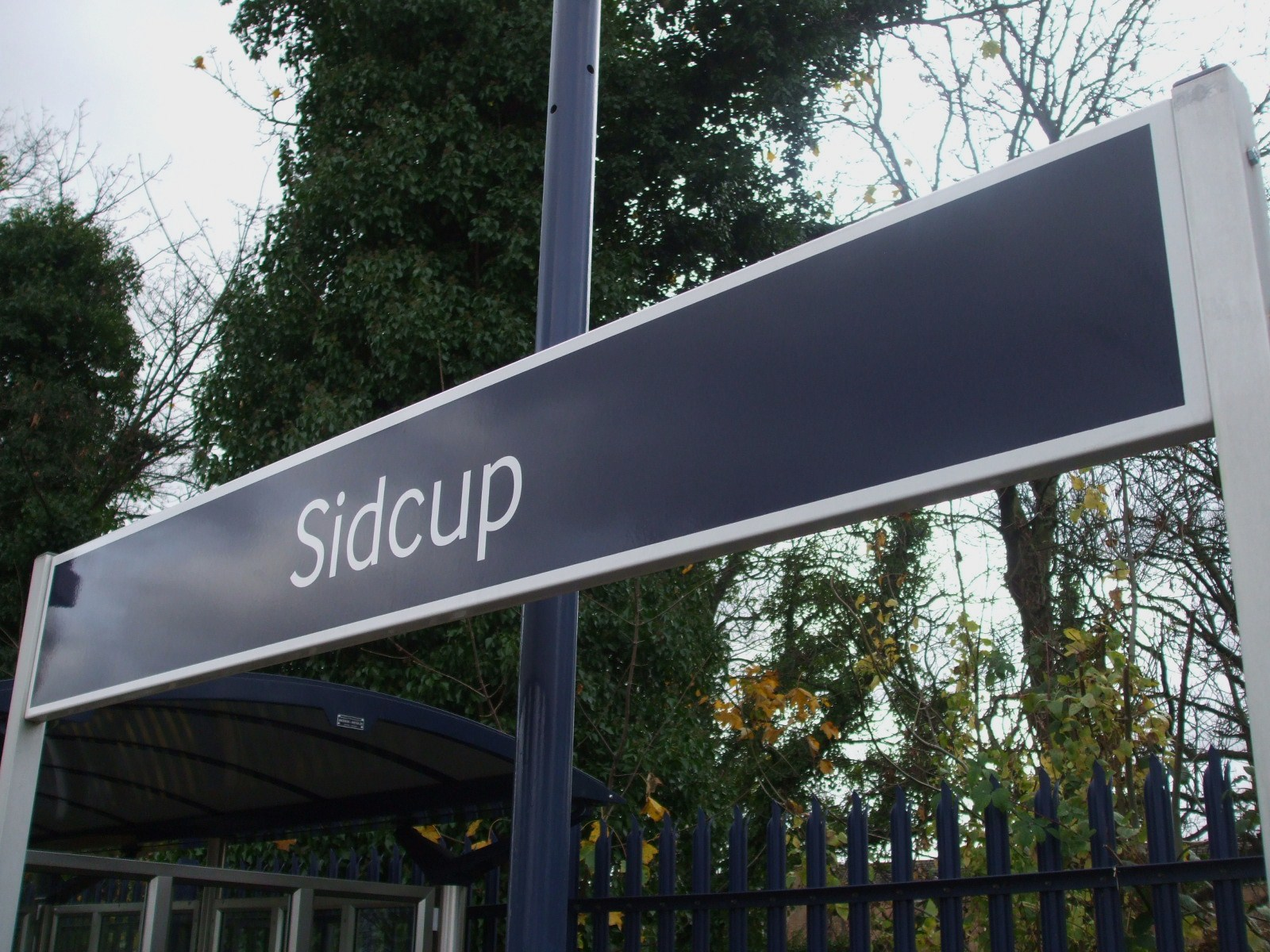
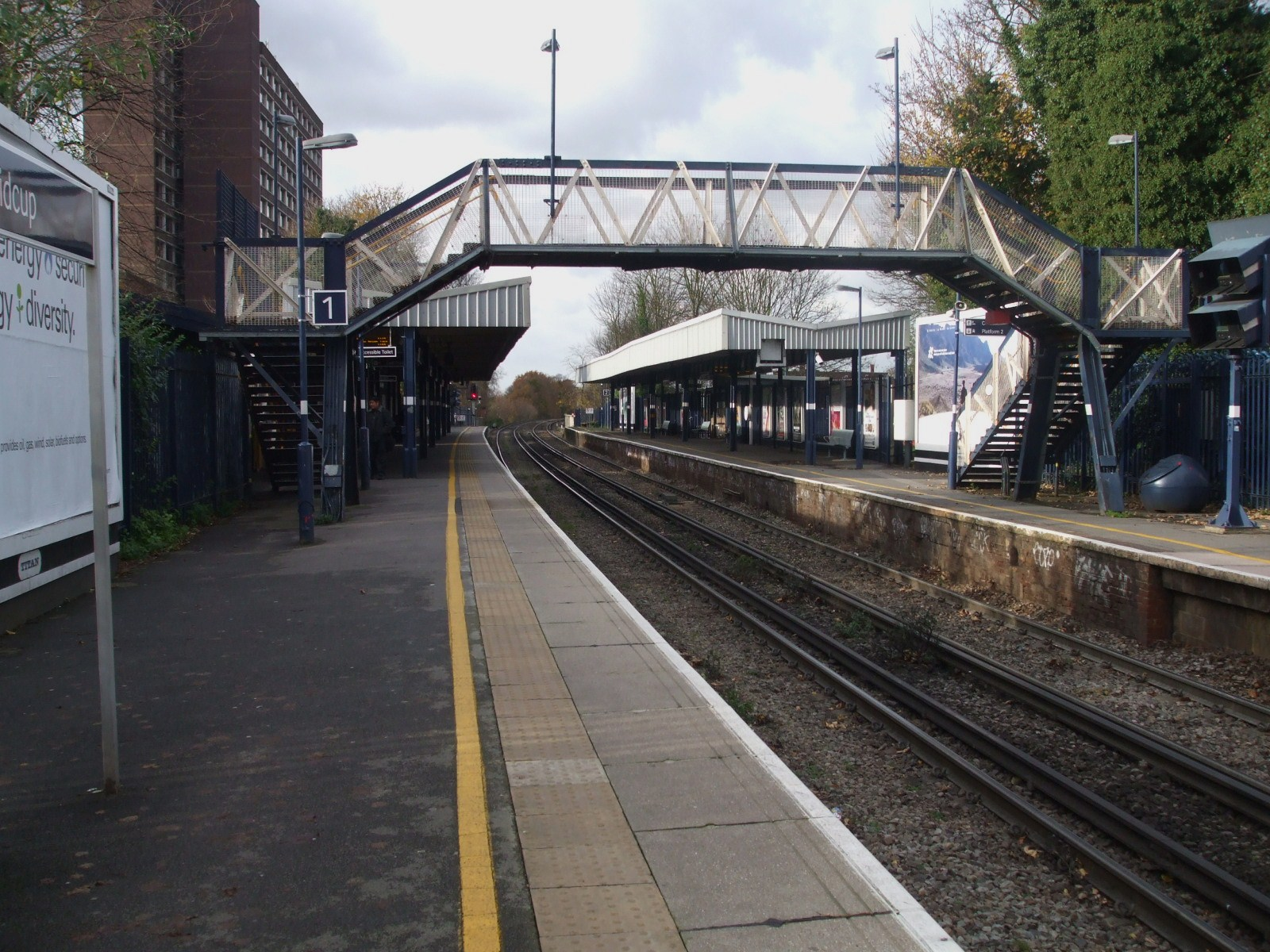
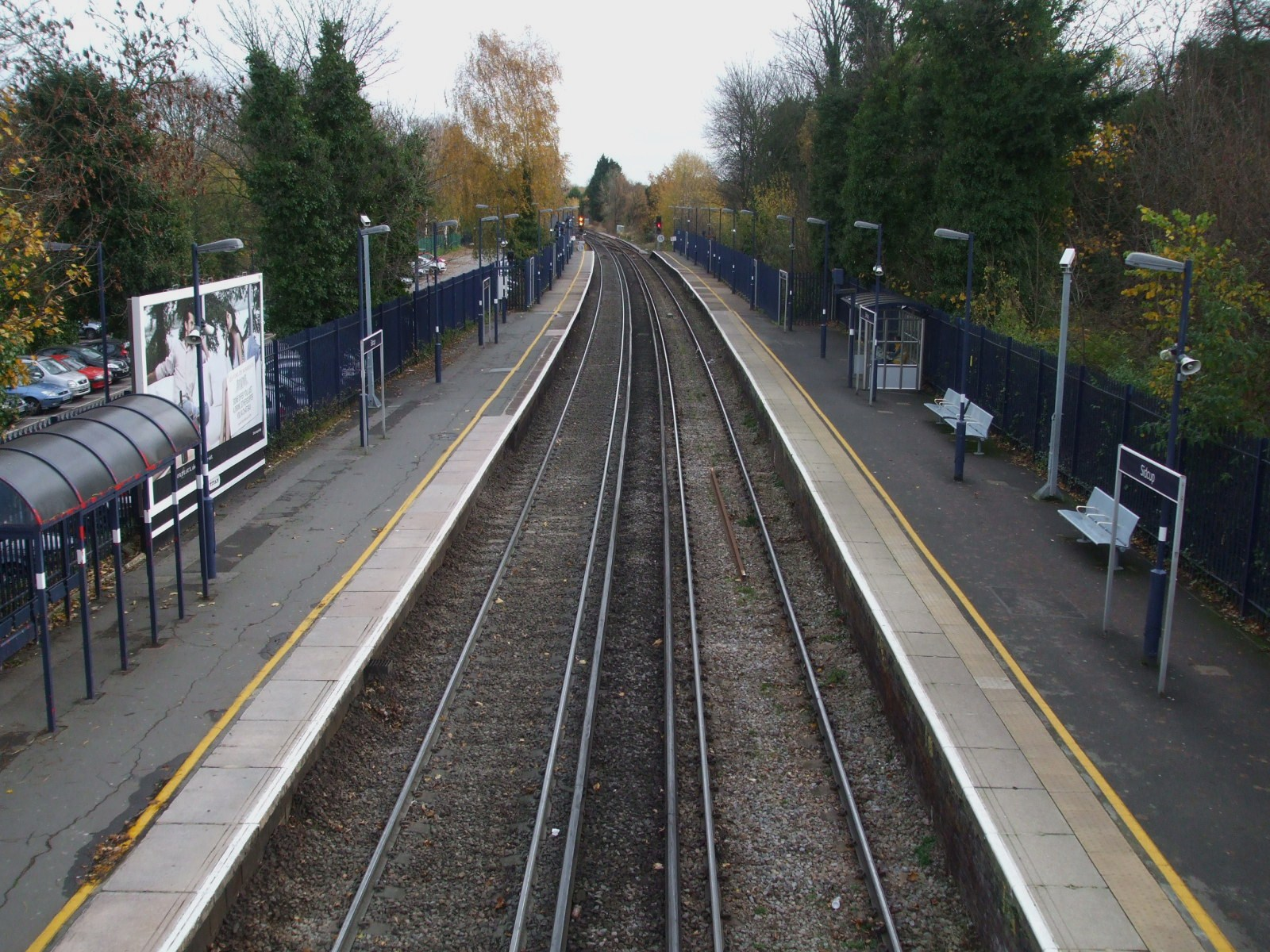

### Intermodalité
Elle est desservie par des autobus de Londres des lignes : 160 et 492.